# Gối

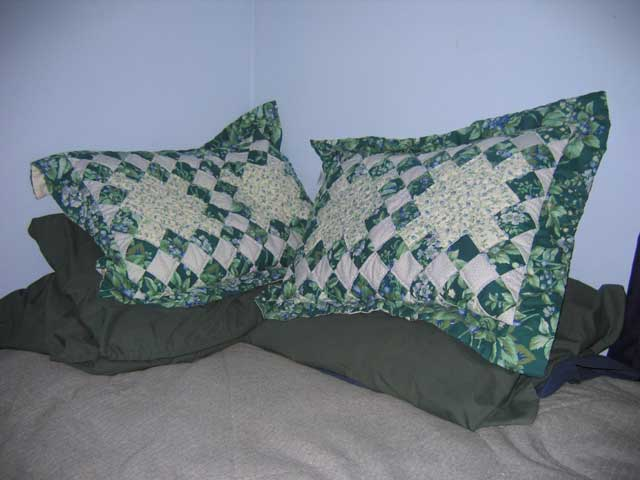
Hình ảnh gối.

Gối là tấm đệm lớn để đỡ lấy đầu trong quá trình nằm ngủ trên giường, hay để đỡ cơ thể khi ngồi trên sofa hay ghế. 
Cũng có loại gối ôm và gối kê (throw pillow) dùng để ôm khi ngủ hay để trang trí. 
Hoặc có thể chia các loại gối tùy theo công dụng của chúng, gồm 3 loại cơ bản: gối ngủ, gối chỉnh hình và gối trang trí. Tuy nhiên, 1 chiếc gối có thể được sử dụng với nhiều công dụng cùng lúc chống chéo nhau, chứ không nhất định chỉ có 1 công dụng.
Gối về cơ bản bao gồm một lớp vỏ gối bằng vải bên ngoài, bên trong là ruột gối được nhồi bông để tạo cảm giác êm, xốp. Trong một số nền văn hóa thì gối được làm từ đá hay gỗ. Một dạng của gối ném là nệm, thường là một vải bọc chứa khí hay là chất đệm như lông vũ hoặc bọt biển. Ở nước Anh, loại gối dùng ở ghế, sofa gọi là đệm (cushion) còn loại gối dùng trên giường ngủ thì dùng từ riêng đó là pillow. Ở nước Anh thì gối đệm (cushion) thường vuông còn gối dùng trên giường ngủ (pillow) thường là hình chữ nhật

## Lịch sử hình thành
Những người đầu tiên sử dụng gối đó là nền văn minh Mesopotamia khoảng 7000 năm trước Công nguyên, thời kì này thì chỉ có người giàu có mới được sử dụng gối, biểu trưng cho sự giàu có, càng nhiều gối chứng tỏ họ càng giàu có. Gối đã được sản xuất trên toàn thế giới với mục đích chữa đau nhức ở cổ, lưng và vai trong khi ngủ vì đa số người nằm ngủ thường là người nằm nghiêng (side sleeper), do vậy loại gối tốt nhất dùng cho tư thế ngủ này là gối cho người nằm nghiêng (pillow for side sleeper)

### Gối trong nền văn minh Ai Cập
Gối đã được sử dụng với các xác ướp Ai Cập cổ, và trong các hầm mộ từ những năm 2055-1985 trước Công nguyên, gối của người Ai Cập cổ thường là gỗ hoặc đá, gối được đặt dưới đầu người chết thể hiện tính chất thiêng liêng bởi vì đầu được cho là nơi kết nối giữa cuộc sống trần tục và thánh thần.

### Gối trong nền văn minh châu Âu
Người La Mã và Hy Lạp cổ đại đã làm chủ công nghệ tạo ra các loại gối mềm, những loại gối này được nhồi bằng sậy, lông vũ hay rơm rạ. Chỉ có những người thuộc tầng lớp trên mới được sử dụng gối mềm tuy nhiên những người ở tầng lớp thấp cũng không bị cấm sử dụng gối để dùng trong giấc ngủ. Những người Châu âu bắt đầu sử dụng gối để kê đầu gối trong khi nghe giảng ở nhà thờ và là nơi họ để kinh thánh. Tập tục này còn giữ đến ngày nay.

### Gối trong nền văn minh Trung Hoa
Qua rất nhiều triều đại, gối được làm từ rất nhiều loại vật liệu khác nhau như tre, ngọc bích, sứ, gỗ hay cả đồng kim loại. Gối sứ trở nên phổ biến nhất. Gối sứ được sử dụng trong thời nhà Tùy từ năm 581 đến năm 618. Người Trung Hoa trang trí cho gối của họ bằng cách làm chúng thành các hình dạng khác nhau và trang trí hoa văn họa tiết. Gối sứ cực thịnh vào thời đại Đường, Jin, và Nguyên từ thế kỉ thứ 10 đến thế kỉ 14 và bắt đầu bão hòa vào thời kì Minh, Thanh từ năm 1368 đến 1911.